# Емил Ристосков
Емил Ристосков Николов е български народен певец.

## Биография
Роден е на 27 април 1942 година в Свети Врач (днес Сандански), Царство България. Завършва химия в Софийския университет. Занимава се с народна музика от началото на 60-те години, като изпълнява главно македонски песни. Придобива значителна известност, а изпълненията му заемат централно място в първите издания на фестивала „Пирин фолк“ през 90-те години. Негов син е футболният съдия Христо Ристосков.
Емил Ристосков умира на 7 април 2022 година в Сандански.